# Monteflavio
Monteflavio település Olaszországban, Lazio régióban, Róma megyében. Lakosainak száma 1176 fő (2023. január 1.). Monteflavio Montorio Romano, Palombara Sabina, San Polo dei Cavalieri, Moricone, Licenza és Scandriglia községekkel határos.

## Népesség
A település lakossága az elmúlt években az alábbi módon változott:
| Lakosok száma | 1322 | 1285 | 1176 |
|               | 2017 | 2018 | 2023 |